# Acraea barberi
Acraea barberi (tên tiếng Anh: Barber's Acraea) là một loài bướm ngày thuộc họ Nymphalidae. Nó chỉ được tìm thấy ở vùng thảo nguyên rừng đồi ở Gauteng, tỉnh Limpopo và tỉnh Tây Bắc.
Sải cánh dài 55–66 mm đối với con đực và 60–72 mm đối với con cái. Con trưởng thành bay từ tháng 10 đến tháng 12 đỉnh điểm vào tháng 10 và tháng 2.
Ấu trùng ăn Adenia glauca.